# Al Jennings
Alphonso J. "Al" Jennings (25 de noviembre de 1863 – 26 de diciembre de 1961) fue un abogado con ejercicio en el Territorio de Oklahoma, y posteriormente ladrón de trenes. Con el paso del tiempo llegó a ser una estrella del cine mudo, trabajando como actor y como asesor técnico.

## Biografía
Nacido en Virginia, Jennings se asentó en El Reno (Oklahoma), trabajando como fiscal del Condado de Canadian, Oklahoma, desde 1892 hasta 1894. En 1895, junto a sus hermanos Ed y John, trabajó en un bufete en Woodward (Oklahoma). En octubre de ese año Ed Jennings murió, y John Jennings resultó herido, en un tiroteo con un abogado rival, Temple Lea Houston.
Jennings dejó Woodward tras la absolución de Houston en 1896, vagando hasta conseguir empleo como cowboy con los Creek. Mientras trabajaba cerca de la actual Bixby, en el Condado de Creek, Jennings se sumó a una banda de forajidos. En el verano y otoño de 1897 los maleantes, a menudo llamados la "Banda Jennings," robaron trenes, almacenes, y una oficina postal, aunque con poco éxito monetario. Jennings fue herido por agentes de la ley el 30 de noviembre de 1897, y capturado una semana más tarde en Carr Creek, cerca de Onapa, en el Condado de McIntosh (Oklahoma). En 1899 Jennings fue sentenciado a cadena perpetua pero, gracias a los esfuerzos legales de su hermano John, su sentencia se conmutó por una condena de cinco años. Por razones técnicas fue liberado en 1902, y recibió el perdón presidencial en 1907.
Jennings recreó uno de sus robos a bancos en el corto de 1908 The Bank Robbery. En la cinta participaba Heck Thomas que, al frente de un pelotón, capturaba a los ladrones. El corto fue dirigido por Bill Tilghman, siendo James Bennie Kent el fotógrafo, y la producción a cargo de la Oklahoma Natural Mutoscene Company. El film fue rodado en Cache (Oklahoma) y en el Wichita Mountains Wildlife Refuge, teniendo Quanah Parker un pequeño papel.
Jennings se mudó a Oklahoma City en 1911, interesándose por la política. En 1912 ganó la nominación Demócrata para fiscal del Condado de Oklahoma, aunque perdió las elecciones. En 1914 hizo un intento infructuoso para ser gobernador de Oklahoma. Disfrutando de la fama que le dio la adaptación al cine de su biografía escrita en 1913 Beating Back, Jennings habló abiertamente de su pasado y ganó votos gracias a su honestidad. De seis candidatos demócratas, Jennings finalizó tercero en las primarias detrás de James B. A. Robertson y Robert L. Williams.
Jennings escribió otro libro, Through the Shadows With O. Henry, el cual se publicó en 1921. Detallaba su amistad con el escritor O. Henry, con el cual coincidió en la Penitenciaría Estatal de Ohio, desde antes del encarcelamiento de ambos hasta su posterior liberación y reencuentro en Nueva York.
Retirado de la justicia y de la política, Jennings fue a vivir a California, donde trabajó en la industria del cine haciendo westerns. En 1951 se hizo una película sobre su vida, Al Jennings of Oklahoma, con Dan Duryea en el papel del título. 
Al Jennings falleció en Tarzana, California, en 1961. Fue enterrado en el Cementerio Oakwood Memorial Park de Chatsworth (Los Ángeles).

## Lectura adicional
- The Oklahoman (Oklahoma City, Oklahoma), 27 de diciembre de 1961.
- Gage, Duane (Otoño de 1968), «Al Jennings, the People's Choice», The Chronicles of Oklahoma 46.
- Patterson, Richard (1985), Historical Atlas of the Outlaw West, Boulder, Colorado: Johnson Books.
- Scales, James R.; and Danney Goble (1982), Oklahoma Politics: A History, Norman, Oklahoma: University of Oklahoma Press.
- Shirley, Glenn (1978), West of Hell's Fringe: Crime, Criminals, and the Federal Peace Officer in Oklahoma Territory, 1889-1907, Norman, Oklahoma: University of Oklahoma Press.
- Shirley, Glenn (1980), Temple Houston: Lawyer with a Gun, Norman, Oklahoma: University of Oklahoma Press.
- Shirley, Glenn (1997), The Fourth Guardsman: James Franklin "Bud" Ledbetter, 1852-1937, Austin, Texas: Eakin Press.